# Дутчак, Ярослав Йосифович
Ярослав Йосифович Дутчак (укр. Ярослав Йосипович Дутчак, 14 октября 1933, с. Гаи-Смоленские (ныне Золочевского района Львовской области Украины) — 8 февраля 1988, Львов) — украинский советский учёный-физик, специалист в области конденсированного состояния вещества, доктор физико-математических наук (1967).
Лауреат Государственной премии Украинской ССР в области науки и техники (1983).

## Биография
Окончил физический факультет Львовского государственного университета имени Ивана Франко в 1956 году.
В 1956—1962 — ассистент, 1962—1963 — доцент.
В 1963 Я. Дутчак был инициатором создания во Львовском университете кафедры рентгеноструктурного анализа и физики металлов. Через год её переименовали в кафедру рентгенометалофизики, а в 1999 — в кафедру физики металлов.
С момента создания до смерти в 1988 году Я. Дутчак работал заведующим кафедрой во Львовском госуниверситете им. И. Франко.
В 1967 защитил докторскую диссертацию на тему «Некоторые результаты исследований по физике жидких металлов и тонких плёнок».

## Научная деятельность
Я. Дутчак внёс весомый вклад в развитие научных направлений физики жидких металлов, в частности, им впервые была изучена структура жидких металлов и многокомпонентных сплавов, исследованы их физические свойства. Предложил новый подход при интерпретации структуры многокомпонентных сплавов в жидком состоянии, учитывающий термодинамические функции, межатомное взаимодействие и геометрические размеры атомов.
Значителен его вклад в развитие методики исследования структуры жидких кристаллов и физики тонких пленок.
За цикл работ «Экспериментальные и теоретические исследования по физике жидких металлов» ему была присуждена Государственная премия УССР в области науки и техники (1983).
Был инициатором и принимал непосредственное участие в развитии экспериментальной базы и научных исследований на кафедре рентгенометаллофизики Львовского университета. Так впервые им были начаты научные направления по рентгеновской спектроскопии, исследование структуры и физических свойств жидких металлов, динамики кристаллической решетки, электрофизических свойств, для более глубокого анализа структурных переходов под его руководством на кафедре были разработаны методики рентгенографии, электронной и растровой микроскопии.
Я. Дутчак уделял большое внимание организации научных исследований на Украине, был членом координационных советов при АН СССР и Министерства высшего образования УССР по физике жидкого состояния, физики твёрдого тела, входил в организационные комитеты по проведению научных конференций, неоднократно возглавлял их.
В течение 10 лет возглавлял Специализированный совет по защите докторских и кандидатских диссертаций, был ответственным редактором журнала «Вестник Львовского университета», серия «Физическая».

### Избранные научные труды
Автор более 400 печатных работ, в том числе 4-х монографий, 10 учебников и пособий.
- К вопросу о структуре и физических свойствах некоторых металлических жидкостей (1962),
- Получение эпитаксиальных пленок халькогенидов олова (в соавт. 1968),
- Рентгенография жидких металлов (1977),
- Молекулярная физика (1991),
- Фізика металів (1993),